# Каинчин, Дибаш Берукович
Дибаш Каинчин (Каинчин Семён Борукович, 25 июня 1938 — 10 сентября 2012) — известный алтайский писатель, прозаик. Член Союза писателей СССР.
Народный писатель Республики Алтай.

## Биография
Семён Борукович Каинчин родился 25 июня 1938 года в селе Яконур Усть-Канского района Ойротской автономной области (ныне Республика Алтай). 
В 1971 году окончил Литературный институт им. М. Горького, был принят в члены Союза писателей СССР.
Работал редактором Горно-Алтайского книжного издательства «Уч-Сюмер», редактором альманаха «Эл-Алтай».

## Творчество
Автор более 30 книг романов, повестей и рассказов на русском и алтайском языках.
Наиболее известные книги — «Под Белухой», «С того берега», «Его земля», «Ожидание весны», «У родного очага». В 2003 году рассказ писателя «Изгородь» был включён в антологию «Современная литература народов России».

## Награды
- Орден «Знак Почёта»
- Народный писатель Республики Алтай (2005)
- Заслуженный работник культуры Российской Федерации
- Лауреат премии комсомола Алтая
- Лауреат премии журнала «Дружба народов»